# Ziani (famiglia)

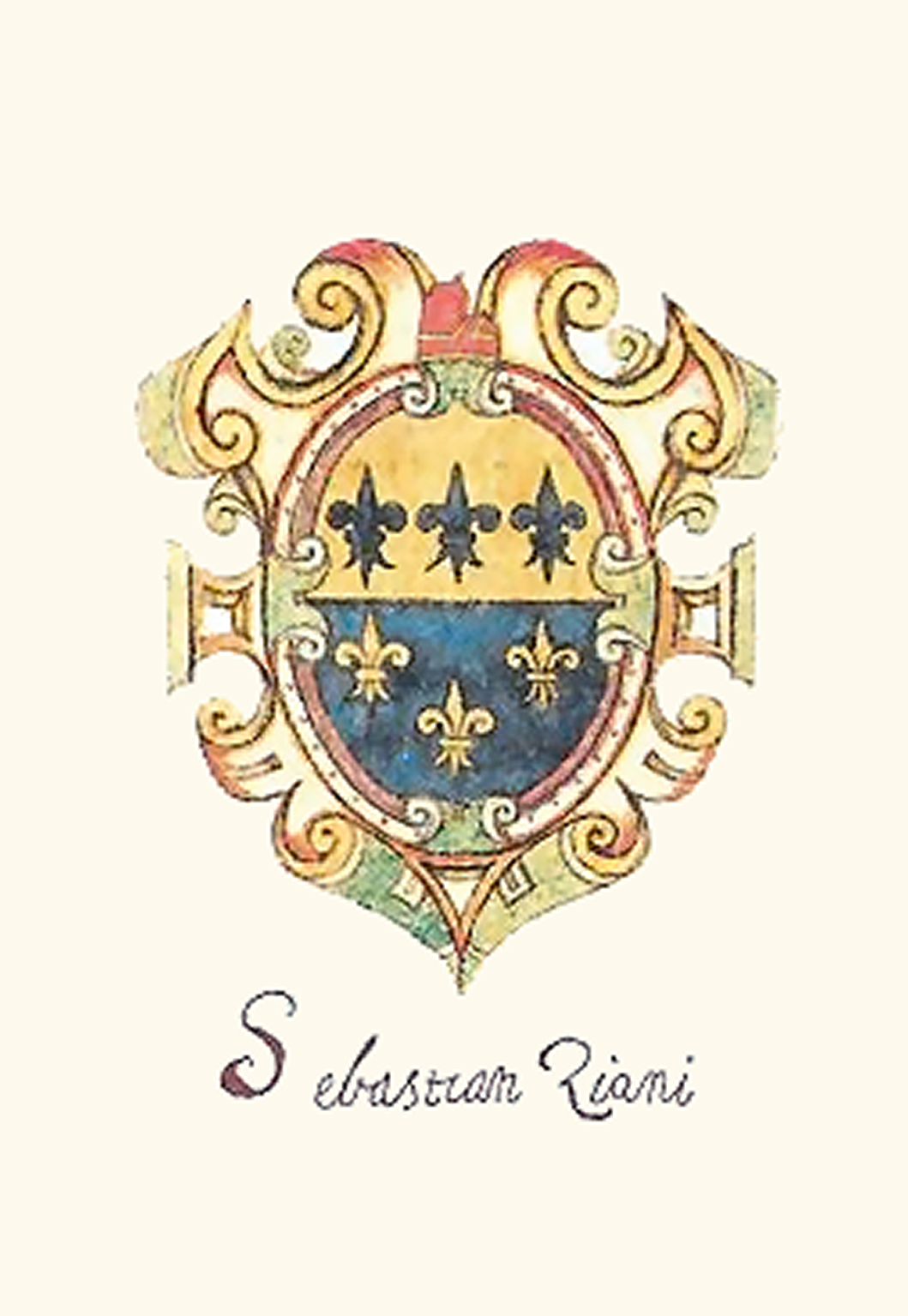
Stemma del doge Sebastiano Ziani

Gli Ziani furono una nobile famiglia veneziana, già nota nel X secolo.

## Storia
Gli Ziani furono annoverati fra le 24 cosiddette Case Vecchie di Venezia fino alla loro estinzione, dopodiché il loro nome fu sostituito negli elenchi ufficiali con quello dei Salamon. Secondo alcune fonti, la famiglia Ziani era originaria di Caorle.
La famiglia diede alla Repubblica due dogi:
- Sebastiano Ziani (1172-1178)
- Pietro Ziani (1205-1229)

## Arma
D'oro, a due bande d'azzurro.

Alias:

Diviso d'oro e d'azzurro, carico di sei gigli di colori contrapposti.